# Antonin Bobichon
Antonin Bobichon (Bagnols-sur-Cèze, 14 settembre 1995) è un calciatore francese, centrocampista del Pau.

## Caratteristiche tecniche
È una seconda punta.

## Carriera
Cresciuto nelle giovanili del Nîmes, esordisce in prima squadra il 17 ottobre 2014 in occasione del match di Ligue 2 vinto 2-1 contro il Tours.
Nel 2016 viene ceduto in prestito al CA Bastia fino al termine della stagione.